# Oszkár Csuvik
Oszkár Csuvik (Budapest, 28 marzo 1925 – Sydney, 13 ottobre 2008) è stato un pallanuotista ungherese, vincitore di una medaglia d'argento all'olimpiade di Londra 1948.